# NGC 6815
NGC 6815 ist ein Asterismus im Sternbild Vulpecula. Er wurde am 18. August 1828 von John Herschel bei einer Beobachtung mit einem 18-Zoll-Spiegelteleskop entdeckt.